# Бромптонское кладбище (Лондон)
Бромптонское кладбище (англ. Brompton Cemetery) — мемориальное кладбище в Лондоне, Великобритания.
Расположено в боро Кенсингтон и Челси, на территории внутреннего Лондона в западной части центра британской столицы на улице Old Brompton Road в Западном Бромптоне (West Brompton) поблизости от района Earl’s Court.
Спроектировано в 1839 году инженером Стивеном Джери и архитектором Бенджамином Баудом.
Является одним из 7 кладбищ на околицах Лондона, так называемой Великолепной семёрки Лондона, появившихся в первой половине XIX столетия, в числе которых кладбище Тауэр Хэмлетс, Кенсал-Грин, Хайгейтское, Нанхэдское, Кладбище парка Эбни и кладбище Западного Норвуда.

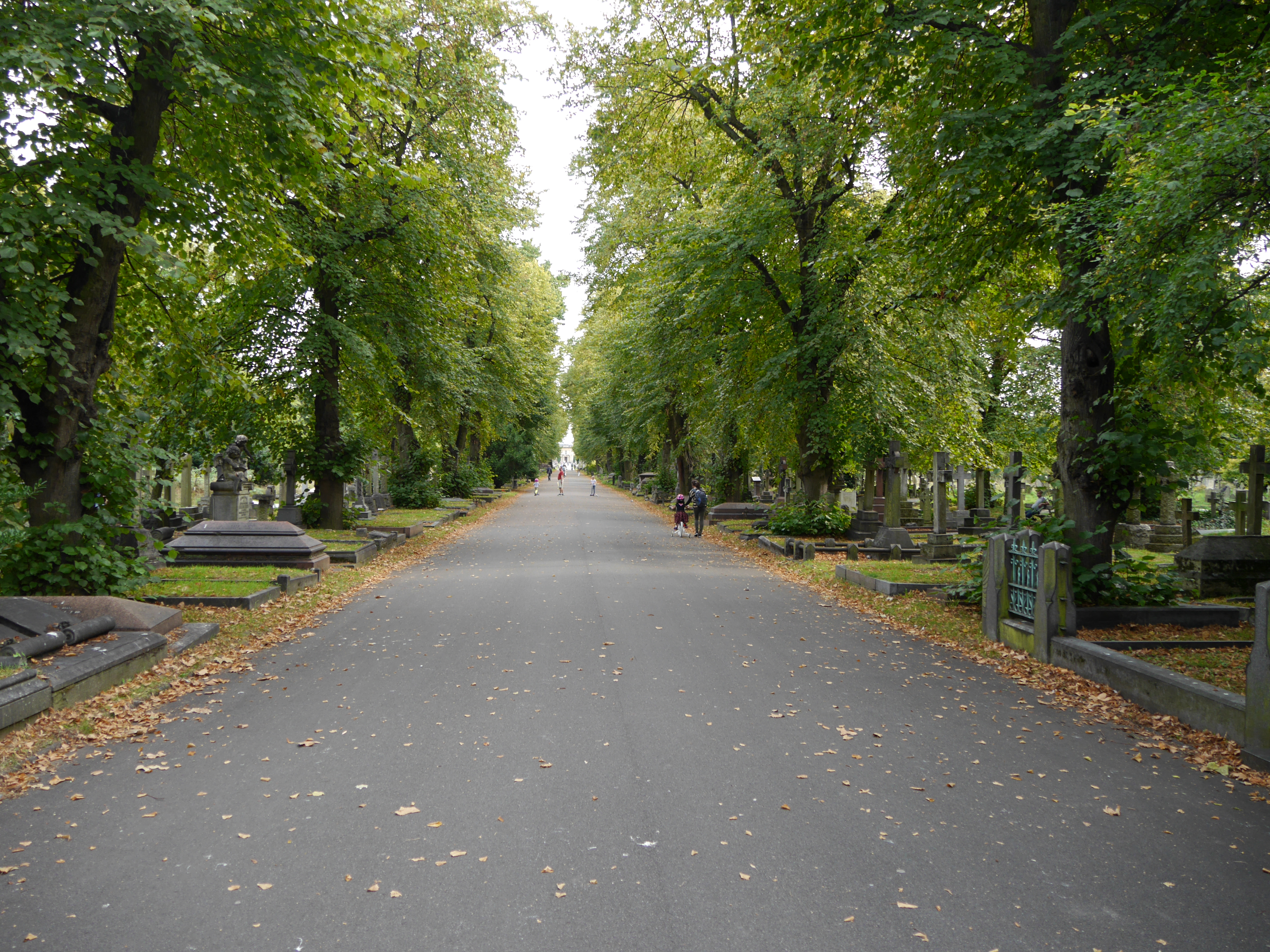
Общий вид Бромптонского кладбища

Единственное королевское кладбище, открыто в 1840 году. Основано в связи с эпидемией холеры, после которой все захоронения в Лондоне оказались переполнены. Бромптонское кладбище занимает площадь 16,5 га, на которой расположились 205 тысяч могил и 35 тысяч памятников: от простых надгробий до родовых мавзолеев.
Во время Второй мировой войны кладбище пострадало от бомбежек.

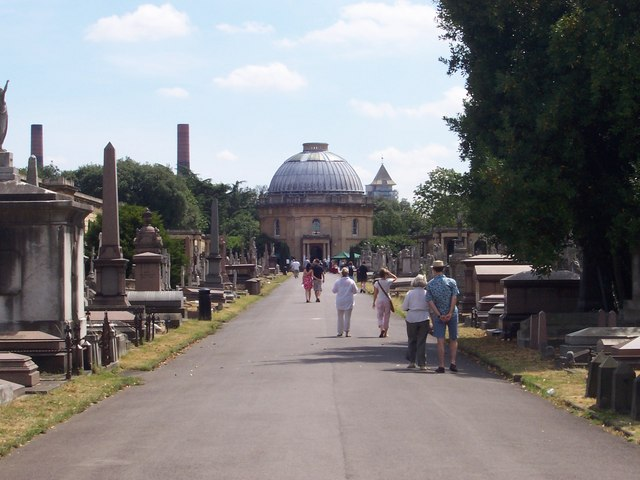
Часовня Бромптонского кладбища

Центральным архитектурным элементом выступает часовня, спроектированная по образу Собора святого Петра в Риме. Также на кладбище находится колоннада, под сводами которой скрыты катакомбы. Они были задуманы как дешёвая альтернатива классическим погребениям.
На кладбище покоится такие знаменитые люди как: Митрополит Антоний Сурожский (Андрей Борисович Блум) (2003), Альберт Ричард Смит, писатель, драматург и альпинист.

## Захоронение
Бромптонское кладбище было закрыто для захоронений с 1952 по 1996 год, за исключением семейных и польских захоронений. С 1996 года кладбище снова действует с участками для погребения и "Садом памяти" для захоронения кремированных останков. На кладбище представлены представители многих национальностей и вероисповеданий со всего мира.

### Воинские захоронения
С 1854 по 1939 года Бромптонское кладбище стало Военным кладбищем Лондонского округа. Королевский госпиталь Челси приобрел участок в северо-западном углу, где у них есть памятник в виде обелиска; Гвардейская бригада имеет свой участок к югу от него. Есть 289 военнослужащих Содружества Первой мировой войны и 79 военнослужащих Второй мировой войны, чьи могилы зарегистрированы и обслуживаются Комиссией по военным захоронениям Содружества. Несколько ветеранов перечислены в Примечательных Погребениях. Хотя большинство военных захоронений находятся в специально отведенном для этого участке с оградой на западе, где также находятся служебные захоронения 19 века, ряд могил военнослужащих разбросаны в других районах. Помимо британцев, здесь есть много известных чехословацких, польских и русских воинских захоронений.

## Публичный доступ
Кладбище открыто ежедневно для публики в течение всего года, время работы меняется в зависимости от сезона. Полицейская служба парков регулярно посещает его, чтобы отслеживать и пресекать случаи антиобщественного поведения. Выгул собак и езда на велосипеде под строгим контролем разрешены по указанным дорожкам. Сквозное движение запрещено. Любые транспортные средства для посещения должны соблюдать ограничение в 5 миль в час. Устав вывешен на досках у всех входов. Друзья Бромптонского кладбище организуют Дни открытых дверей, регулярные экскурсии и другие общественные развлечения.

## Связь с Беатрикс Поттер
Беатрикс Поттер, которая жила неподалёку на Олд-Бромптон-роуд и любила гулять по ней, возможно, взяла имена некоторых своих персонажей с надгробий на кладбище. Имена людей, похороненных там, включали мистера Наткинса, мистера Макгрегора, мистера Брока, мистера Тода, Иеремию Фишера и даже Питера Раббета, хотя доподлинно неизвестно, были ли надгробия со всеми этими именами.

## В фильмах
Бромптонское кладбище фигурировало в ряде фильмов, в том числе Шерлок Холмс (2009), как внешний вид русской церкви в Золотой глаз, Громобой, Агент Джонни Инглиш, Крылья голубки, Восточные обещания и Джентльмены.